# Spicanta boreales
Spicanta boreales là một loài thực vật có mạch trong họ Blechnaceae. Loài này được (Salisb.) C. Presl miêu tả khoa học đầu tiên năm 1889.